# Station Záboří nad Labem
Station Záboří nad Labem is een spoorwegstation in de Tsjechische gemeente Záboří nad Labem, in de okres Kutná Hora. Het station ligt aan lijn 010 van de České dráhy, die van Kolín via Pardubice naar Česká Třebová loopt. Station Záboří nad Labem (Zaboří aan de Elbe) ligt aan de oever van de rivier de Elbe.
Kolín · Kolín dílny · Starý Kolín · Záboří nad Labem · Týnec nad Labem · Kojice · Chvaletice · Řečany nad Labem · Lhota pod Přeloučí · Přelouč · Valy u Přelouče · Pardubice-Opočínek · Pardubice-Svítkov · Pardubice hlavní nádraží · Pardubice-Pardubičky · Pardubice-Černá za Bory · Kostěnice · Moravany · Uhersko · Sedlíšťka · Zámrsk · Dobříkov u Chocně · Sruby · Choceň · Brandýs nad Orlicí · Bezpráví · Ústí nad Orlicí · Ústí nad Orlicí město · Dlouhá Třebová · Česká Třebová